# 100 000 milliwatts
Pour les articles homonymes, voir 100 000.
100 000 milliwatts est une série de bande dessinée.
- Scénario  : Diego Aranega
- Dessins : Jochen Gerner
- Couleurs : Denis Bernatets

## Albums
- Tome 1 : Printemps (2007)

## Publication

### Éditeurs
- Delcourt (Collection Shampooing) : Tome 1 (première édition du tome 1).

### Documentation
- Benjamin Roure, « 100 000 milliwatts, t. 1 : rock around the bug », dBD, no 16,‎ septembre 2007, p. 27.